# Jean-Pierre Denis (homme politique)
Pour les articles homonymes, voir Jean-Pierre Denis et Denis.
Jean-Pierre Denis, né le 14 janvier 1959, est un homme politique belge, membre du Parti socialiste.

## Biographie
Jean-Pierre Denis est élu député wallon le 23 juillet 2014. Avant cela, il a été échevin de la ville d'Ath (2000 à 2008 et 2012-2014), fonction qu'il a dû quitter, lors de sa prestation de serment à l'Élysette, en raison de la récente non-autorisation de cumul de mandats. Il a été bourgmestre de la ville de 2008 à 2012.

### Autres
Il est professeur d'histoire à mi-temps, après des candidatures en histoire et un régendat littéraire. Il est marié et père d'un garçon et d'une fille.